# Midriaza
Midriaza je nenormalna razširjenost zenice, ki nastopi zaradi okvare živca, poškodbe ali zdravil. Normalno se zenica ob osvetlitvi zoža, v temi pa razširi. To prilagajanje razširjenosti zenice ščiti mrežnico pred poškodbo zaradi premočne svetlobe ter omogoča boljši vid v temi. Pri midriazi pa ostane zenica pretirano razširjena tudi pri močni osvetljenosti. Midriazo umetno sprožimo tudi med preiskavami očesa.
Nasproten pojav, zožitev zenice, imenujemo mioza.

## attila cobady
Razširjenost zenice uravnavata dve mišici: mišica ožilka zenice in mišica širilka zenice. Prvo oživčuje parasimpatično živčevje, drugo pa simpatično živčevje. Simpatična stimulacija adrenergičnih receptorjev α1 povzroči krčenje mišice širilke in posledično razširitev zenice. Parasimpatična stimulacija povzroči krčenje mišice ožilke, kar povzroči zožitev zenice.
Natančen mehanizem midriaze je odvisen od dejavnika, ki jo povzroči. Običajno pride do zaviranja stimulacije parasimpatičnega živčevja v očesu ali pa do zvečane dejavnosti simpatičnega živčevjaatt

### Fiziološki
Sproščanje hormona oksitocina povzroči blago do zmerno širjenje zenice. Močna spolna vzburjenost pogosto povzroči močno midriazo; v posameznih primerih so poročali o zenični blokadi, ki je nastopila med orgazmom pri bolnikih s predispozicijo za očesne motnje.

### Patofiziološki
Parasimpatično živčevje, ki povzroča oženje zenice, oživčuje oko preko tretjega možganskega živca. Poškodba tega živca se pogosto kaže v pretirani razširjenosti zenice, saj pri tem simpatično živčevje, ki širi zenice, ni prizadeto, prizadeto pa je parasimpatično oživčenje, ki tako ne more nasprotovati simpatičnim učinkom. 
Začasno midriazo povzročajo tudi številne motnje osrednjega živčevja, na primer božjast ali možganska kap.

### Poškodbe
Če pride do poškodbe glave ali očesa, se lahko poškodujejo mišica ožilka zenice in/ali živci, ki to mišico oživčujejo. S tem se zmanjša ali popolnoma izniči odzivnost zenice na osvetlitev.

### Zdravila in mamila
Antiholinergične učinkovine, ki zavirajo muskarinske acetilholinske receptorje v osrednjem živčevju (kot so na primer alkaloidi atropin, hioscin in skopolamin), povzročijo neodzivanje zenice, lahko pa povzročijo celo midriazo.
Tudi številni halucinogeni povzročijo midriazo, npr. LSD, psilocibin in meskalin. Omenjene psihedelične spojine so agonisti na serotoninskih receptorjih 5-HT2A v možganih. Učinkovine, kot sta na primer ketamin ali fenciklidin, povzročijo midriazo preko zaviranja glutamatnih receptorjev NMDA. Natančen mehanizem, kako ta mamila povzročijo širjenje zenice, ni poznan.
Nasploh lahko vse učinkovine in mamila, ki povečujejo koncentracijo serotonina v živčevju, povzročijo midriazo. V dovolj velikih količinah povzročajo tudi psihedelične učinke. Pri predoziranju pa lahko pride do smrtno nevarnega serotoninskega sindroma. Takšne spojine so na primer fenfluramin, kokain, številni antidepresivi, in sicer iz skupin selektivnih zaviralcev privzema serotonina, zaviralcev privzema serotonina in noradrenalina in zaviralcev MAO.
Pri uravnavanju velikosti zenice je pomemben tudi živčni prenašalec noradrenalin. Kokain močno zavira privzem noradrenalina iz sinapse nazaj v presinaptični nevron, zato ostajajo večje količine živčnega prenašalca v sinapsi, kjer deluje na adrenergične receptorje. Če raztopino kokaina vkapamo v oko, pride do omenjenega delovanja in nastopi razširitev zenice, vendar se običajno ne uporablja v te namene. Vse spojine, ki močno zavirajo privzem noradrenalina ali ki povzročijo njegovo sproščanje, se teoretično zmožne povzročiti midriazo.
Opiati, kot sta morfin in heroin, imajo nasproten učinek: povzročijo miozo. Pri odvisnikih pa lahko posledično pri odtegnitvi opiatov nastopi midriaza.